# 轮叶无隔荠
轮叶无隔荠（学名：Staintoniella verticillata）
拉丁学名为Eutrema verticillatum (Jeffrey & W. W. Sm.) Al-Shehbaz & Warwick
为十字花科、无隔芥属，多年生草本；根茎粗而长，幼时成匍匐状，先端有数个小鳞状叶和灰色扩展宿存叶柄。叶基生，叶片匙形，先端钝圆，基部渐狭；花茎直立，纤细，无毛；总状花序顶生，有密生的花；长角果倒卵形，侧扁。花期6—7月，果期8—9月。生于海拔3800—4200米的高山流石滩上。
形态特征
多年生草本，高5-15厘米；粗根长。茎幼时多匍匐，后直立，1至数珠丛生，常有小而稀疏白色单毛，基部常有细小鳞片状叶，叶柄宿存，蛋白色或灰色。叶肉质，茎下部的常4-8枚轮生，叶片匙形，连柄长5-35毫米，宽3-10毫米，顶端顿圆，基部渐窄成柄，叶全缘，两面无毛，叶脉不明显。花序伞房状，开花后伸长，每花均具苞片，花梗长3-6毫米；萼片卵状长圆形，长2.5-3毫米，顶端钝圆或钝尖，有白色膜质边缘；花瓣白色，倒卵形，长6-8厘米，顶端截形或微缺；花丝近等长，长约4厘米，向基部变宽。短角果倒卵形或圆形，长1-1.2厘米，无毛，压扁；果瓣薄，有网状脉纹；无隔膜；果梗长约2.2毫米。种子6-8枚，深红褐色，长圆形，长2-2.5毫米，种脐黑色；子叶缘倚胚根。花期7-8月。

分布范围
产青海、四川西部、云南、西藏。生于高山岩石缝中，海拔3800-4500米。尼泊尔也有分布。
参考文献
- . 中国植物物种. 昆明: 中科院昆明植物研究所.   [2013-01-18]. （原始内容存档于2016-03-05）.（简体中文）

1. ↑  . www.iplant.cn.   [2024-05-16]. （原始内容存档于2024-05-16）.
2. ↑  . www.iplant.cn.   [2024-05-16]. （原始内容存档于2024-05-16）.
3. ↑  . www.iplant.cn.   [2024-05-16]. （原始内容存档于2024-05-16）.